# Вэй-сунская война
Вэй-сунская война (кит. 瓜步之戰) — война между государствами (династиям) Северное Вэй и Лю Сун за гегемонию в Китае, шедшая в 450-451 гг. в эпоху Южных и Северных династий.

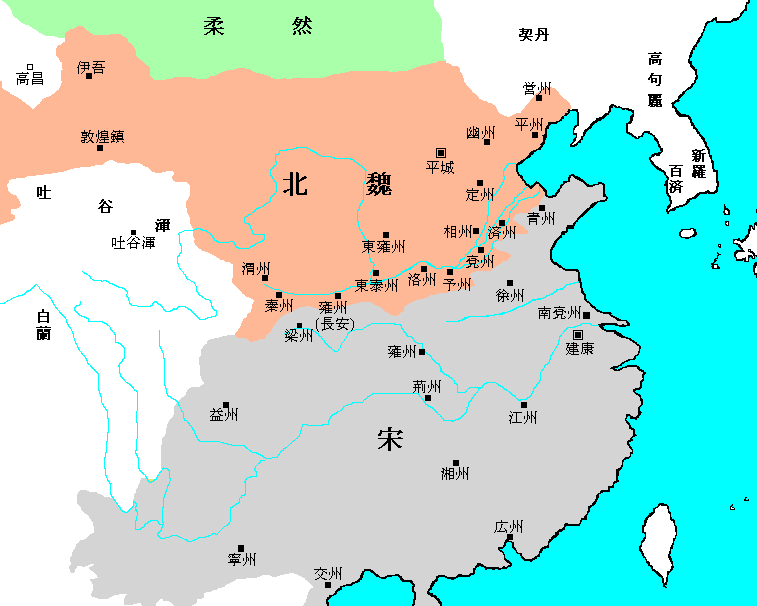
Северная Вэй (красный) и Лю Сун (серый)

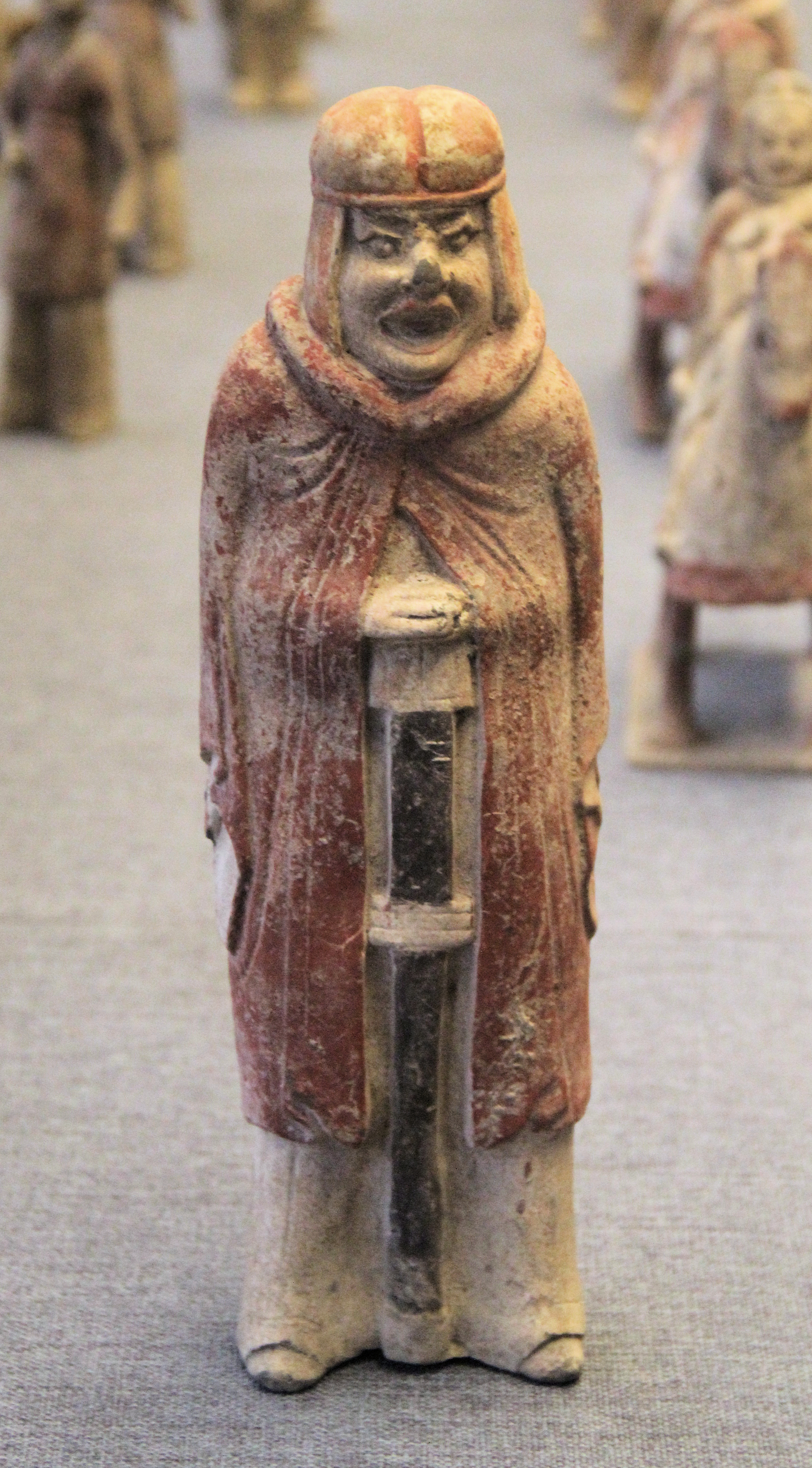
Пехотинец Северной Вэй

## Предыстория
Под руководством императора Тайу тобийское государство Северное Вэй последовательно разгромило жужаней, Ся и Северное Янь, и, наконец, в 439 году, уничтожив Северное Лян, объединило северный Китай и начало конфронтацию с южнокитайским государством Лю Сун. В начале 430-х годов тобийцы попытались было вторгнуться на юг и заняли часть территорий пограничных провинций Юнчжоу и Юйчжоу, но дальше продвинуться им не дали. На два десятилетия попытки вторжения прекратились. 
В 40-е годы сунский император Вэнь стал готовить кампанию по возвращению провинций, утраченных к югу от Хуанхэ и в 449 году перебросил войска из внутренних в пограничные провинции. Однако, прежде чем он смог начать кампанию, император Тайу, обвинил его в том, что он способствовал сепаратистскому восстанию, а также потребовал, чтобы Вэнь уступил земли к северу от реки Янцзы. 

## Ход войны
Весной 450 года во главе 100-тысячного войска Тайу вторгся на юг и осадил Сюаньху (совр. Чжумадянь, Хэнань). Осада продолжалась 42 дня, но тобийцы не смогли захватить город и после больших потерь отступили.
Вэнь решил начать контрнаступление в конце 450 года, несмотря на противодействие военачальников, считавших, что кампания должна начаться весной 451 года. Армии Сун наступали по двум направлениям — Восточная армия атаковала Цяоао (совр. Ляочэн, Шаньдун), Леань (совр. Таншань, Хэбэй) и Хуатай, а Западная армия атаковала Шаньчэн и перевал Тун. По приказу императора Тайу вэйские войска оставили Цяоао и отошли к Хуатаю. 
Однако зимой 450 года сунский полководец Ван Сюаньмо не смог быстро захватить Хуатай, и когда вэйские войска пересекли Хуанхэ и контратаковали, войска Вана не смогли отразить удар и бежали обратно в Цяоао. Ван Сюаньмо не стал защищать этот город и отсупил в Личэн (совр. Цзинань, Шаньдун), чтобы сохранить силы. Хотя в это же время Западная армия полководца Лю Вэньцзина успешно захватили Шаньчэн и перевал Тун и готовились двинуться в регион Гуаньчжун, император Вэнь был вынужден отозвать и её.
Отразив контрнаступление сунских армий Тайу начал полномасштабное наступление на северные провинции противника. Полководец Туоба Жэнь быстро захватил Сюаньху и Сянчэн (совр. Чжоукоу, Хэнань) и, грабя земли противника, продвинулся в Шоуян. Сам император Тайу двинулся на Пэнчэн, но не осадил этот сильно укрепленный город; вместо этого он двинулся на юг, готовясь переправится через реку Янцзы и захватить столицу государства Лю Сун Цзянькан. И его главная армия, и другие, грабя, убивая и поджигая, опустошили регион реки Хуайхэ. 
Сунское военное командование разработало концепцию стратегической обороны, предусматривавшей уклонение от решающего сражения и изматывание противника локальными боями и стычками. Привыкшие к молниеносным походам и грабежам, а теперь неся огромные потери, тобийцы роптали все громче.
С трудом дойдя до Янцзы, около нового 451 года вэйские войска достигли Гуабу, на северном берегу Янцзы напротив столицы Цзянькана, и Тайу предложил Вэню договор о мире и браке: если император Вэнь выдаст свою дочь за одного из его внуков, он будет готов выдать свою дочь за сына императора Вэня, Лю Цзюня (который тогда защищал Пэнчэн), чтобы установить долгосрочный мир. Но предложение о браке не было принято. 
Весной 451 года, обеспокоенный тем, что его силы будут атакованы с тыла войсками противника, бывшими в Пэнчэне и Шоуяне, Тайу отдал приказ отступать. Измотанные и обескровленные, остатки тобийского войска ни с чем повернули обратно. По пути они осадили Сюйи (совр. Хуайань, Цзянсу), но после 30 дней осады и вспыхнувшей эпидемии, в результате которой погибло более половины солдат, быстро отступили на север. 

## Результаты
Война не принесла победы ни одной из сторон. Тобийская знать сочла неудачу похода неслыханным позором для страны. В третьем месяце 452 года Тайу был убит в результате заговора. 
Земли Лю Сун к северу от Янцзы были полностью разорены войной, и власти наложили высокие налоги и поборы на другие регионы, что привело к беспорядкам по всей стране. В 453 году император Вэнь также был убит. 